# Лішнянська сільська рада
Лішнянська сільська рада — орган місцевого самоврядування у Дрогобицькому районі Львівської області з адміністративним центром у селі Лішня.

## Розташування
Лішнянська сільська рада розташована в південній частині Львівської області, в північно-західному напрямі від районного центру міста Дрогобич.
Територією Лішнянської сільської ради протікає річка Бар, ліва притока річки Тисмениці (басейн Дністра).

## Загальні відомості
Лішнянська сільська рада утворена в 1939 року. Населення — 2688 осіб.
Загальна територія Лішнянської сільської ради — 3724 га.

## Населені пункти
Сільській раді підпорядковані 2 населені пункти.
| № | Назва населеного пункту | Населення | Площа, км² | Густота населення | Дата заснування |
| - | ----------------------- | --------- | ---------- | ----------------- | --------------- |
| 1 | с. Лішня                | 2367      | 2,993      | 790,845           | 1514            |
| 2 | с. Монастир-Лішнянський | 321       | 0.731      | 439.12            | 1514            |

## Склад ради
Рада складається з 16 депутатів та голови.

### Керівний склад ради
| ПІБ                       | Основні відомості                                                    | Дата обрання | Дата звільнення |
| ------------------------- | -------------------------------------------------------------------- | ------------ | --------------- |
| Стасів Михайло Степанович | Сільський голова, 1953 р.н., освіта вища, безпартійний               | 26.03.2006   | 31.10.2010      |
| Стасів Михайло Степанович | Сільський голова, 1953 р.н., освіта вища, член партії «Наша Україна» | 31.10.2010   |                 |

Примітка: таблиця складена за даними джерела

### Депутатський склад
Рада складається з 16 депутатів та голови.
| Фрайт Павло Романович        | Чапля Марія Василівна      | Сов'як Володимир Володимирович | Сов'як Богдан Григорович  |
| Дзяла Ігор Михайлович        | Кліщ Михайло Володимирович | Стасів Юрій Михайлович         | Говдан Іван Степанович    |
| Ільців Михайло Семенович     | Курус Микола Григорович    | Карп'як Олег Ігорович          | Балачук Руслан Степанович |
| Мацигін Володимир Богданович | Васюрко Роман Миколайович  | Лисовець Василь Іванович       | Волкун Василь Васильович  |

Примітка: таблиця складена за даними джерела